# Йозеф Меєр
Йозеф Меєр (нім. Joseph Meyer; 9 травня 1796, Гота — 28 червня 1856, Гільдбурггаузен — німецький публіцист, видавець, засновник «Бібліографічного інституту».

## Біографія
З 1816 р. по 1819 р. проживав у Лондоні, де займався промисловістю, але зазнав невдачі. У 1823 р. повернувся в Готу і став видавати «Листок для промисловців», переклав деякі твори Шекспіра й Вальтера Скотта. З 1825 р. став видавати журнал «Meyer's British Chronicle». Успіх цих видань спонукав його в 1826 р. заснувати в Готі видавництво «Бібліографічний інститут».
1830 році Меєр заснував журнал «Друг народу», але він скоро був заборонений. Тоді він почав видавати журнал «Всесвіт». У 1830-х роках цей журнал мав понад 80 000 передплатників. Бібліографічний інститут у 1840—1855 роках видав «Великий енциклопедичний словник» (нім. «Das Grosse Conversations-Lexikon») в 46 основних та 6 додаткових томах (5-е і 6-е видання словника лягли в основу російської «Великої енциклопедії», виданої товариством «Просвещение»).